# Pothos Argyre
Pour les articles homonymes, voir Argyre.
Pothos Argyre (en grec : Πόθος Ἀργυρός ; né avant 910, mort après 958) est un général byzantin de la première moitié du Xe siècle. 

## Origines
Il est le fils aîné du magistros Eustathe Argyre, drongaire de la garde sous Léon VI le Sage. Il a deux frères, Léon et Romain,. Vers 910, Pothos et son frère Léon servent à la cour comme manglabites (gardes du corps personnels de l'empereur) quand leur père est empoisonné après avoir été suspecté de complot contre l'empereur Léon VI. Peu de temps après, les deux frères emmènent le corps de leur père pour l'enterrer au monastère Sainte-Élisabeth, fondé par leur grand-père Léon Argyre, dans le quartier du Charsianon,,.

## Activités militaires
Pothos et Léon ont tous les deux des carrières militaires et atteignent des postes importants. Vers 921, il est nommé au poste de domestique des Scholes par Romain Ier pour succéder à Adralestos, qui vient de décéder. Selon Théophane Continué, c'est un homme très séduisant et expérimenté et il est envoyé contre une invasion bulgare en Thrace lors de la guerre byzantino-bulgare de 913-927. Pothos Argyre dirige les tagmata de la capitale mais un détachement de reconnaissance dirigé par un dénommé Michel tombe dans une embuscade et est annihilé. En 922, Pothos est de nouveau envoyé s'opposer à une incursion bulgare qui a atteint Pegae, dans la banlieue de Constantinople. Pothos et Jean le Recteur dirigent les tagmata et l'hétairie, tandis que la flotte est commandée par Alexis Mousélé. L'armée byzantine subit une lourde défaite lors de la bataille de Pegae en avril 922, avec de nombreux morts et prisonniers. Néanmoins, Pothos Argyre et son frère parviennent à s'enfuir et trouvent refuge dans un fort voisin, tandis que les Bulgares pillent et incendient les palais impériaux à Pegae et Stenon. Ce désastre met un terme à la carrière de Pothos comme domestique car il n'est plus mentionné lors du règne de Romain Ier,.
Toutefois, il est possible de l'identifier avec le stratège de l'Hellas du nom de Pothos, qui occupe ce poste à la fin des années 940. Un autre individu du même nom détient le rang de patrice et le poste de domestique des Excubites en 958, date à laquelle il vainc un raid magyar qui avait atteint les environs de Constantinople le 11 avril. Si certains historiens estiment que les deux hommes sont les mêmes,, Jean-Claude Cheynet et Jean-François Vannier considèrent que cela est peu probable. En effet, en 921, le frère de Pothos est déjà suffisamment âgé pour que son fils soit en âge de se marier, indiquant que Pothos Argyre serait particulièrement vieux vers 960. De ce fait, le Pothos mentionné en 958 serait un membre de la même famille, probablement le petit-fils de Léon ou de Pothos.